# Orquestra Chinesa de Hong Kong
A Orquestra Chinesa de Hong Kong (chinês: 香港中樂團; abrev. HKCO) é uma orquestra de instrumentos tradicionais chineses de Hong Kong.  Foi fundada em 1977 e conta com 85 músicos. O diretor artístico e maestro principal é Yan Huichang.